# شهرداری گروبینا
شهرداری گروبینا (به لاتین: Grobiņa Municipality) یک شهرداری در کشور لتونی است. شهرداری گروبینا ۱۰٬۲۲۰ نفر جمعیت دارد.